# Thomisus dalmasi
Thomisus dalmasi es una especie de araña cangrejo del género Thomisus, familia Thomisidae. Fue descrita científicamente por Lessert en 1919.

## Distribución
Esta especie se encuentra en África.